# Rameau sans cornes

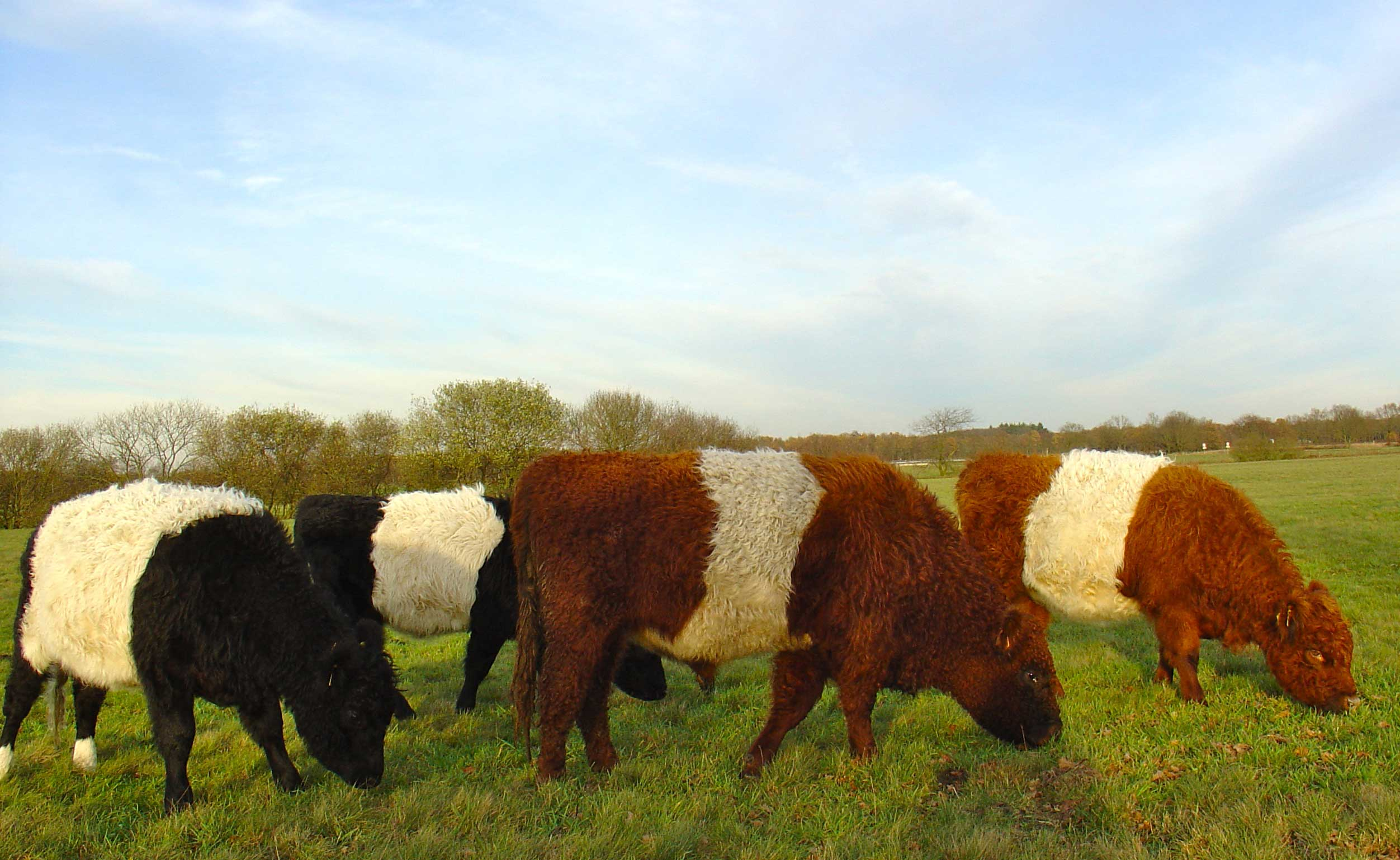
Taurillons galloway.

Le rameau des races bovines sans cornes regroupe des races à la morphologie voisine et qui ont en commun ce caractère. Cependant, il existe d'autres races bovines sans cornes apparentées à d'autres rameaux. 

## Origine et répartition
Les races exclusivement sans cornes sont originaires de Grande-Bretagne. Il existe cependant une population variable (de 0 à 60 %) de bovins spontanément sans cornes en Norvège et en Suède au sein de certaines races. 
Il est possible que la Scandinavie soit le berceau de cette mutation, les Vikings  ayant introduit des individus "sans cornes" en Grande-Bretagne. 
 
Elles ont été sélectionnées sur le critère sans cornes et ont subi des croisements pour donner les races actuelles. Elles ont par la suite été exportées dans les colonies de l'empire britannique. Ainsi, on les retrouve aujourd'hui dans les pays membres du Commonwealth et aux États-Unis.

## Caractéristiques communes
Ce sont des races de taille moyenne, au squelette fin mais à la silhouette massive. Elles ont donc une propension à la production de viande avec un bon rendement et une bonne adaptation au climat froid et humide. Aucune de ces races n'a été sélectionnée pour la production de lait. Le reproche qui peut leur être fait est la quantité de gras de leur viande; à une époque où les excès alimentaires font craindre le cholestérol, c'est un désavantage par rapport aux races bouchères françaises.
Les males de ces races confèrent à leur progéniture leur morphologie et leur vitesse de croissance. C'est pourquoi, ils ont servi à la création de races croisées, entre autres avec des zébus, donnant des bêtes musclées et productives, résistantes à la chaleur et aux parasites.
Il ne faut pas inclure ici les races sans cornes provenant d'une autre origine et qui ne possèdent pas les autres caractères particuliers à ce rameau.

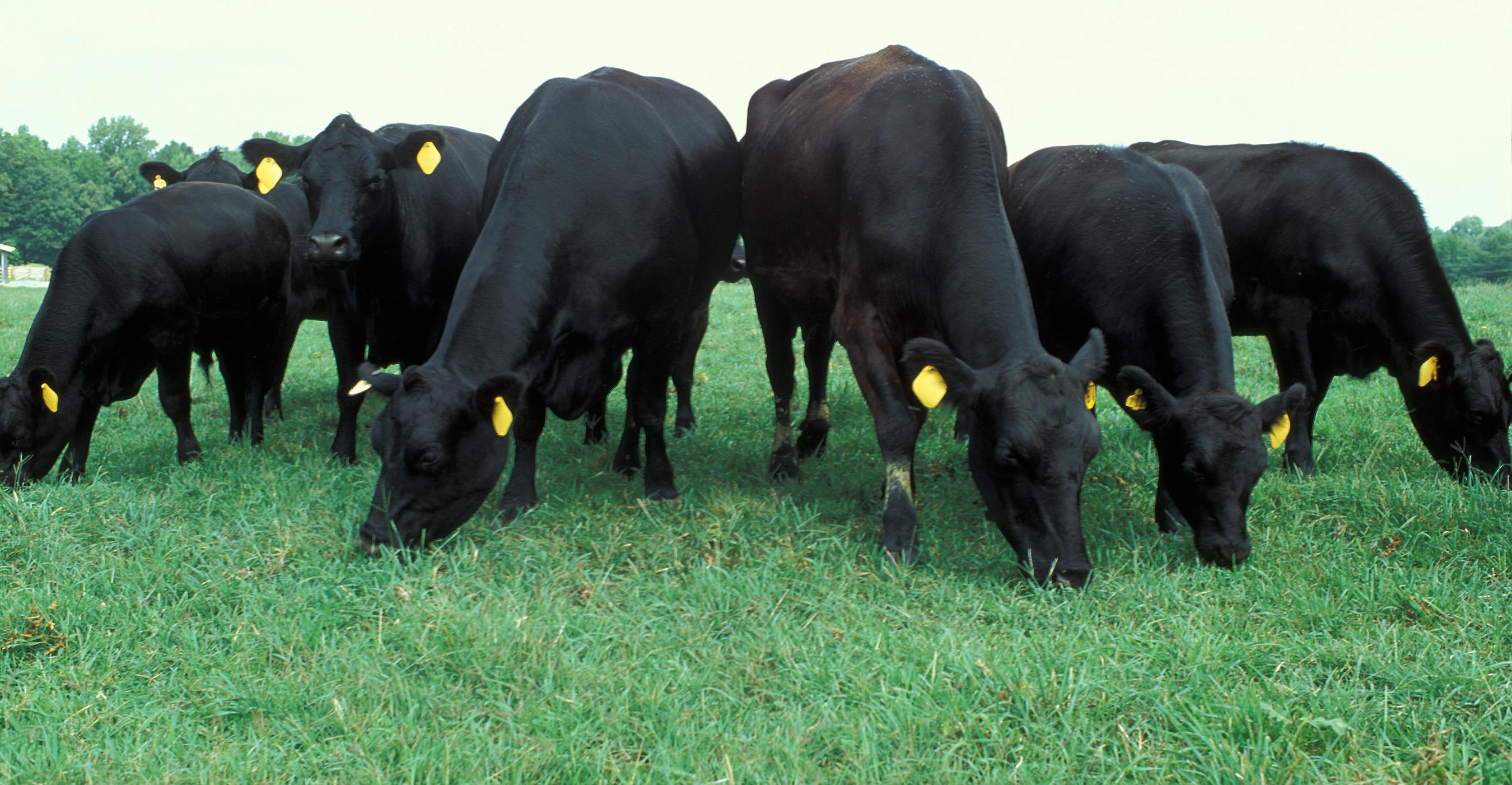
Angus au pâturage

## Génétique du caractère sans cornes
Le caractère sans cornes est dominant. Cela signifie qu'en croisement, les individus de première génération issus d'un parent homozygote sont sans cornes. Ce caractère réapparait partiellement (un individu sur deux) à la seconde génération. 
Aux États-Unis, les bovins sont écornés pour des raisons de sécurité du personnel chargé de leur manipulation et pour éviter les blessures entre animaux lors des manipulations et transports. Pour éviter cette opération cruelle et susceptible de provoquer des complications, des éleveurs utilisent des mères de ce rameau. Elles sont inséminées avec des races amélioratrices cornues. Les jeunes sont très bien adaptés au marché et sans cornes. 
Des races "cornues" ont aussi reçu une introduction mesurée de sang de race à corne, puis une sélection des descendants a été faite sur ce critère. On peut donc trouver la Polled hereford, une Hereford correspondant en tous point au type original, mais sans cornes. Le terme poll ou polled signale le caractère sans cornes dans le potentiel génétique. Pour l'anecdote, il serait possible de pratiquer cette sélection sur la Longhorn. On obtiendrait une polled longhorn dont la traduction en français serait "longue corne sans corne". 
Certaines races de zébu ne possèdent pas non plus de cornes. Aux États-Unis, la sélection n'a pas conservé les individus cornus. 

## Races apparentées

### Races issues du rameau
- Aberdeen-angus
- Angus
- Belted galloway
- Galloway
- Lincoln red
- Red angus
- Red poll

### Races provenant de croisements avec ce rameau
- Brangus: Croisement Brahmane x Angus.
- Jamaica black: croisement zébus x Angus.
- Jamaica red : croisement zébus x Red poll.
- Senepol: croisement N'Dama x Red Poll.

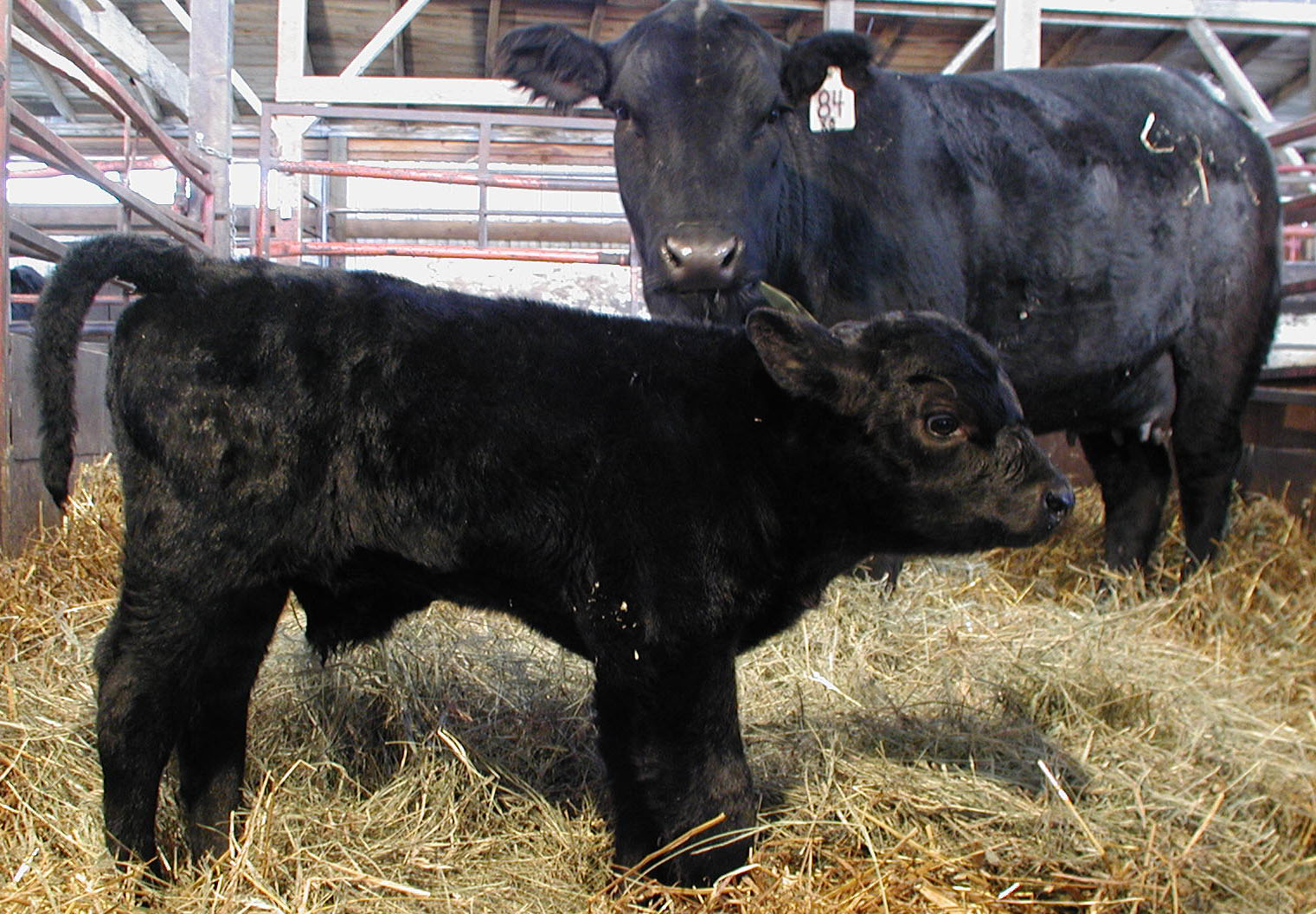
Vache Angus et son veau
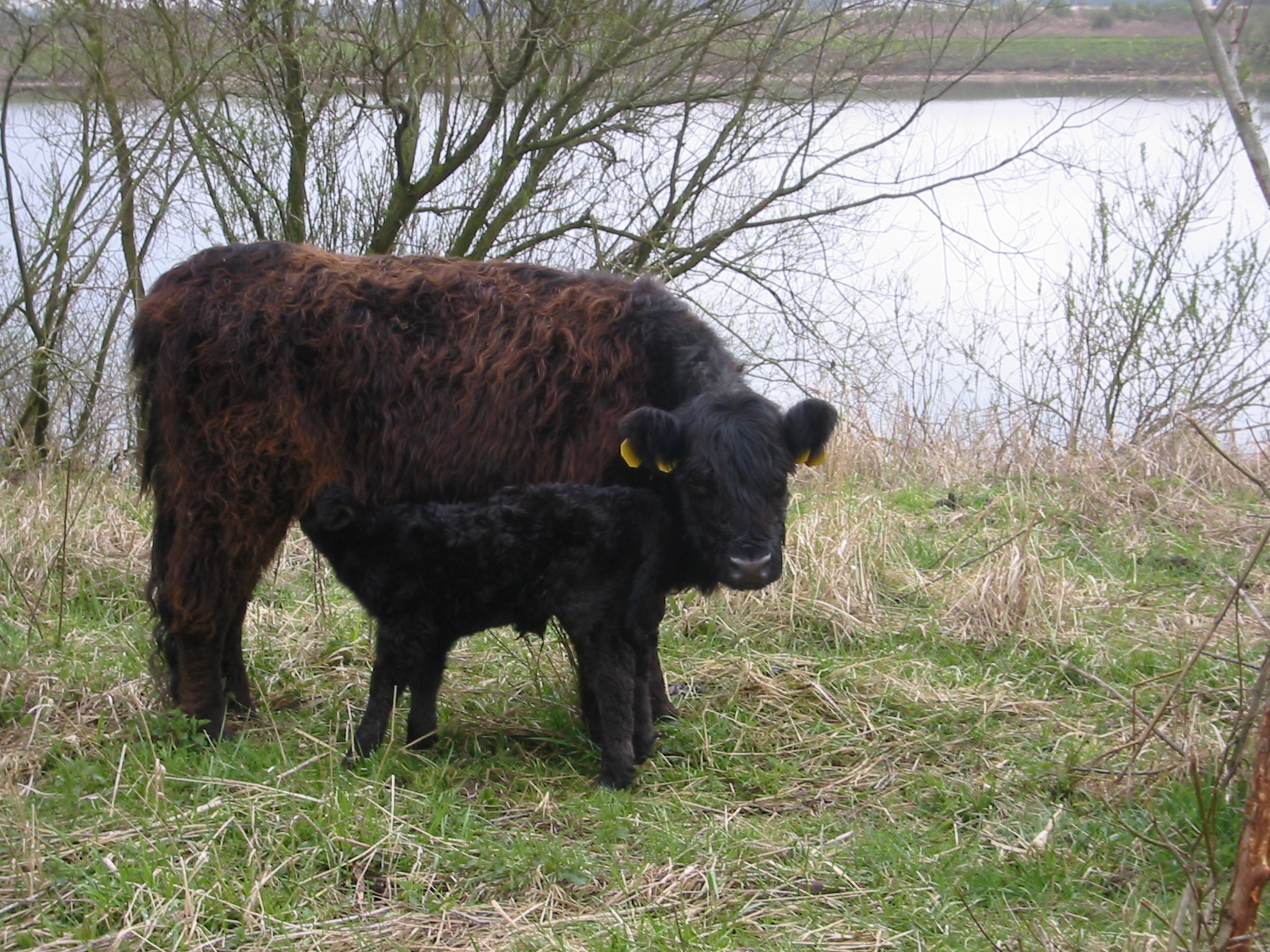
Galloway
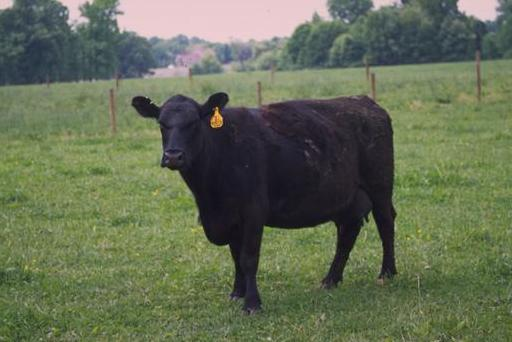
Aberdeen-Angus

## Sources
- Daniel BABO "Races bovines françaises" aux éditions France agricole. (Introduction: les grandes familles bovines en Europe)